# 原田氏
原田氏（はらだし）は、日本の氏族の一つ。

## 大蔵氏流原田氏

### 平安時代
原田氏の前身は大蔵氏であるといわれている。天慶2年（939年）大宰府の藤原純友の乱鎮圧のため大蔵春実が源経基・小野好古らとともに出陣。
戦功により菊桐の御紋と日の丸の御印を拝領、征西将軍に任じられ、筑前・豊前・肥前・壱岐・対馬の管領職となる。
城を築き移り住んだ御笠郡の地名をもって原田氏と名乗る。
平安末期、原田種雄（『大蔵姓 成冨家譜』では種成とも）の長子種直は太宰少弐に任官される。そして嘉永年間に源氏と平氏が争い始めると、種成・種直父子は平氏方として活躍。
平清盛の長男である平重盛の養女（清盛の弟・平家盛の娘）を妻とし、事実上の大宰府の長官となり、九州における平氏の基盤を築く。
平家都落ちの際には岩門城の私邸を安徳天皇の仮皇居にする。
壇ノ浦の戦いで平家が滅亡すると、種直も領地を没収され、鎌倉に幽閉の身となる。
扇ガ谷の土牢にて13年、放免後は怡土庄の地を与えられる。
また『大蔵姓 成冨家譜』によれば、種成の次男次郎種雄は秋月城に住んで秋月氏を名乗り、三男三郎実種は筑後国田尻村に住んで田尻氏を、四男四郎種光は筑後国江上に住んで江上氏を（成富氏はこの江上氏の庶流）、五男五郎光種は筑後国御原郡高橋に移り高橋氏をそれぞれ名乗ったとしている。
この他、鎌倉時代末期〜戦国時代に上座郡の松尾城城主であった宝珠山氏も原田氏の系譜とされ、宝珠山種良は黒田藩家臣となった折に原姓を名乗っている。

### 鎌倉時代～戦国時代
鎌倉時代の建長元年（1249年）、原田種継（たねつぐ）、種頼父子が怡土城の遺構を利用し、高祖山に高祖城（高祖山城）を築城。
元寇の際は種照（たねてる）・種房（たねふさ）兄弟が奮戦。
南北朝時代には北朝・室町幕府の足利直義軍に加わり各地に転戦。南朝・懐良親王の征西府の全盛期には南朝の重鎮である菊池氏の縁戚となる。南朝の没落後、一時家運は衰退するも、室町後期には周防の大名で北九州に影響力を持つ大内氏の家臣として原田弘種・興種・隆種（それぞれ大内政弘・義興・義隆より1字を賜う）が少弐氏との戦いで活躍し再興を果たした。大内氏滅亡後は龍造寺氏、毛利氏、島津氏と盟を結び大友氏に対抗した。

### 戦国時代～江戸時代
戦国時代、最後の当主・原田信種の代には大友氏を駆逐し糸島全土を領土となした。しかし、豊臣秀吉の九州征伐の際に遅参し領地を没収される。その後、加藤清正の配下となり朝鮮へ出兵する。
信種の子原田嘉種は唐津藩寺沢氏、後に会津藩に仕え、子孫は重臣の家系となった。幕末期の家老・原田種龍（たねたつ）、朱雀隊に所属した原田種英（たねひで）、白虎隊に所属した原田勝吉（克吉・かつきち）は会津原田氏の末裔である。

## その他の原田氏
全国には平家家人筑前の大蔵朝臣原田氏や三河の大蔵姓（平朝臣）原田氏の他、美作菅家（桓武平氏）原田氏、遠江藤原朝臣工藤氏族、藤原姓菊池氏族原田氏、菅原朝臣原田氏、伯耆東郷姓原田氏（東郷氏）、指宿氏族平姓原田氏などがある。